# The Best Man
The Best Man è un film del 1999, diretto da Malcolm D. Lee e prodotto da Spike Lee.

## Trama
A Chicago, Harper Stewart è un autore emergente il cui romanzo d'esordio, Unfinished Business, è stato selezionato dall'Oprah's Book Club. La devota fidanzata di Harper, Robyn, è frustrata dalla sua riluttanza a impegnarsi con lei.
Harper si reca a New York City per trascorrere il fine settimana con i vecchi amici del college, prima che tutti partecipino al matrimonio di Lance Sullivan, un running back dei New York Giants, e Mia Morgan. Servendo come testimone, Harper si riunisce con i suoi amici Julian "Murch" Murchison e Jordan Armstrong, che ha passato una copia anticipata di Unfinished Business alla loro ristretta cerchia di amici, su cui si basa il libro. Nessuno degli amici approva la prepotente fidanzata di Murch, Shelby, e Harper rimprovera Quentin Spivey per non essere riuscito a stabilirsi in un lavoro. Il fine settimana rivela che Quentin è sempre stato uno spirito libero, Lance ha rinunciato al suo comportamento da donnaiolo, Harper non è sicuro di rimanere scapolo e Murch non è mai stato in grado di mantenere un segreto. I flashback dei tempi del college rivelano che Lance ha incontrato Mia tramite Harper, che è quasi andata a letto con Jordan. Quentin si oppone a Lance riguardo a Mia, che Lance crede non sia mai stata con un altro uomo. Apprendendo che Lance ha una copia del suo libro, Harper teme di scoprire che Harper e Mia hanno avuto un'avventura di una notte al college. Affrontando Harper sulla loro reciproca attrazione, Jordan ammette che vuole fare sesso con lui quella notte, prima che Robyn arrivi per il matrimonio il giorno successivo, e si scambiano un bacio. Lance affronta Harper in bagno, ma lo ringrazia semplicemente per la sua amicizia; vengono interrotti prima che Harper possa dire la verità. Mentre i testimoni dello sposo partono per l'addio al celibato, Jordan invita Harper a incontrarla più tardi, e Murch finalmente resiste a Shelby.
Alla festa, Harper ruba la copia di Lance di Unfinished Business, con disgusto di Quentin, che ha dedotto il segreto di Harper. Mentre la festa diventa sempre più ubriaca, Murch si innamora di una delle spogliarelliste, Candy, e Harper chiama Jordan, accettando il suo invito. Trovando il libro nel cappotto di Harper, Lance lo legge e scopre la verità, rendendosi conto che Mia è andata a letto con Harper al college per vendicarsi delle sue numerose infedeltà. Infuriato, attacca Harper per il suo tradimento e tenta di buttarlo giù dal balcone, ma Quentin lo convince a desistere e Lance annulla il matrimonio.
Un Harper malmenato arriva all'appartamento di Jordan. Lui la incolpa per aver fatto circolare il libro, ma lei lo rimprovera per aver mandato in onda i suoi panni sporchi e averla ingannata. Il giorno successivo, Harper incontra Robyn all'aeroporto. Lei nota le sue ferite e lui confessa. Delusa, Robyn si prepara ad andarsene, ma Harper dichiara quanto ha bisogno di lei, e lei accetta con riluttanza di aiutarlo a salvare il matrimonio.
Arrivato in chiesa con Candy, Murch rompe con Shelby. Lance arriva e i suoi amici cercano disperatamente di fermarlo prima che possa dire ai suoi genitori che il matrimonio è saltato. Harper - che non condivide la devozione religiosa di Lance - lo ferma chiedendogli di pregare. Mentre Robyn e Jordan si prendono cura di Mia, che è ignara degli eventi della notte precedente, Harper ragiona con Lance dopo molte difficoltà e gli assicura il suo amore e quello di Mia. Dopo aver costretto Harper a pregare con lui, Lance in lacrime procede con il matrimonio.
Harper fa un discorso sincero lodando l'amore di Mia e Lance che commuove visibilmente la coppia, guadagnandosi il perdono di Lance. Shelby spinge via una damigella d'onore per afferrare il bouquet, mentre Quentin afferra la giarrettiera. Jordan trova la chiusura con Harper, dicendogli che Robyn è la donna per lui. Sulla pista da ballo, Harper ringrazia Robyn per il suo aiuto e, davanti all'intera festa nuziale, le chiede di sposarlo; lei dice di sì. Il film finisce mentre tutti ballano lo scivolo elettrico al ritmo della canzone "Candy" dei Cameo.
In una scena post-credit, Shelby e Quentin si svegliano a letto insieme, con loro shock e disgusto.